# Lebia deceptrix
Lebia deceptrix är en skalbaggsart som beskrevs av Ronald B. Madge. Lebia deceptrix ingår i släktet Lebia och familjen jordlöpare. Inga underarter finns listade i Catalogue of Life.